# Quincy, Kalifornien
Quincy är administrativ huvudort i Plumas County i Kalifornien. Orten har fått namn efter Quincy i Illinois. Vid 2010 års folkräkning hade Quincy 1 728 invånare.